# 이서구 (작가)
이서구(李瑞求, 1899년 9월 28일~1981년 5월 25일)는 일제 강점기부터 활동한 극작가이며 대한민국의 방송작가이다. 아호는 고범(孤帆)이라 '이고범'으로 부르기도 하며, 필명으로 남궁춘을 사용했다.

## 생애

### 일제 강점기
선산이 있는 원적지는 경기도 안양이며, 한성부에서 출생하여 지난날 한때 경기도 안양에서 잠시 유아기를 보낸 적이 있는 그의 공식 학력은 서울제일고등보통학교와 사립 오산고등학교에서 수학한 것이 전부였다.
동아일보와 조선일보, 매일신보 등에서 기자로 일하면서 초창기 연극계에서 다양한 활동을 했다. 이때 친한파 일본 유학생들과 교류한 것이 계기가 되어 예술 운동에 뛰어들게 되었다.
1922년 토월회에 참여한 것을 시작으로 연극계에 모습을 보인 뒤, 1931년 단막희곡 〈파계〉와 〈동백꽃〉을 발표하여 극작가로 등단했다. 이후 인기 극작가로 활동하며 많은 연극의 대본을 썼다. 1937년 극단 호화선이 공연한 〈어머니의 힘〉은 특히 큰 인기를 끌었다. 이 연극은 기생 출신의 주인공이 남편을 잃고 온갖 고생을 한 끝에 명문가인 시댁의 마음을 돌린다는 내용의 전형적인 신파극이다.

### 대한민국
광복 후 예원좌의 후신인 청춘극장에서 상업극 공연을 계속했으나 이전과 같은 성공은 거두지 못했다. 좌익 계열이 주도권을 잡기 전 좌우익 영화인들을 망라해 조직된 조선영화동맹 중앙상임위원을 지낸 바 있고, 1947년 유치진과 함께 전국연극예술협회를 결성하여 대한민국 연극계의 대부로 활동했다. 한국무대예술원 원장, 대한연극협회 회장을 지냈다. 이때부터는 창작 작업보다는 정치 활동에 좀 더 주력했다.
한편, 이서구는 1938년부터 경성방송국에서 근무했던 경력이 있었다. 광복 후 방송계에도 진출하여 방송극도 다수 집필했다. 동양방송 최초의 사극인 《민며느리》를 비롯, 조선 숙종의 정비였다가 폐비된 뒤 사사된 희빈 장씨를 다룬 《장희빈》 등 인기 사극의 방송대본을 써 대한민국 사극 드라마의 전형을 마련했다. 한국방송극작가협회 초대 이사장을 역임하였다.
신파극 〈사랑에 속고 돈에 울고〉 주제가로 큰 인기를 모은 대중 가요인 〈홍도야 우지마라〉의 작사자이기도 하다. 선산이 있는 경기도 안양시에 〈홍도야 우지마라〉 가사를 적어넣은 노래비가 세워져 있다.

## 같이 보기
- 조선연극협회
- 사랑에 속고 돈에 울고

## 참고 자료

### 읽을거리
- 권영민 (2004년 2월 25일). 《한국현대문학대사전》. 서울: 서울대학교출판부. 712~713쪽쪽. ISBN 8952104617.
- 강옥희,이영미,이순진,이승희 (2006년 12월 15일). 《식민지시대 대중예술인 사전》. 서울: 소도. 259~264쪽쪽. ISBN 9788990626264.